# شینتا نوجیری
شینتا نوجیری (به ژاپنی: 野尻 真太 Nojiri Shinta) (زاده ۸ آوریل، ۱۹۷۱)، یک طراح بازی ویدئویی ژاپنی در استودیوی محصولات کوجیما شرکت کونامی است. او کار خود را از سال ۱۹۹۵ با بازی ویدئویی پلیس‌ناتس برای شرکت کونامی آغاز کرد و سپس با کار بر روی متال گیر سالید: شبح بابل، درگیر سری بازی‌های ویدئویی متال گیر شد. آخرین کار او در سال ۲۰۱۲، بازی اکشن نوردد محصول شرکت کونامی برای کنسول‌های پلی‌استیشن ۳ و اکس‌باکس ۳۶۰ بود.

## کارها
| نام بازی                          | تاریخ انتشار | نقش                     |
| --------------------------------- | ------------ | ----------------------- |
| نوردد                             | ۲۰۱۲         | طراح/کارگردان/تهیه‌کننده |
| متال گیر سالید ۴: سلاح میهن‌دوستان | ۲۰۰۸         | طراح فصل سوم/برنامه‌نویس |
| متال گیر اسید ۲                   | ۲۰۰۵         | طراح/برنامه‌ریز/کارگردان |
| متال گیر اسید                     | ۲۰۰۴         | طراح/برنامه‌ریز/کارگردان |
| متال گیر سالید ۳: اسنیک ایتر      | ۲۰۰۴         | برنامه‌نویس              |
| متال گیر سالید: زوج اسنیک         | ۲۰۰۴         | برنامه‌نویس              |
| متال گیر سالید ۲: فرزندان آزادی   | ۲۰۰۱         | برنامه‌نویس              |
| متال گیر سالید: شبح بابل          | ۲۰۰۰         | برنامه‌ریز/کارگردان      |
| پلیس‌ناتس                          | ۱۹۹۴         | دستیار کارگردان         |